# Quod licet Iovi non licet bovi
Quod licet Iovi non licet bovi (Wat Jupiter is toegestaan, is het rund nog niet toegestaan) is een Latijns spreekwoord dat in feite zegt dat wat een als belangrijk aangemerkt persoon mag, niet zomaar ook iedereen toegestaan is.
Deze uitdrukking is een passage uit de roman Aus dem Leben eines Taugenichts (1826) van de Duitse schrijver Joseph Freiherr von Eichendorff, maar het is niet helemaal zeker of Eichendorff de uitdrukking zelf bedacht. In het theaterstuk Heauton Timorumenos (De Zelfkweller), noemt Publius Terentius Afer, een toneelschrijver tijdens de Romeinse Republiek, een vergelijkbare uitdrukking, Aliis si licet, tibi non licet (Als anderen iets is toegestaan, betekent dat nog niet dat dat jou is toegestaan).
De uitdrukking is vaak vertaald met God mag wel wat vee niet mag. Het geeft aan dat er zoiets bestaat als een dubbele standaard (al dan niet rechtvaardig) en betekent in wezen "wat een enkel persoon in de groep is toegestaan, is nog niet iedereen toegestaan". Terwijl men er hier van uitgaat dat die standaard rechtens bestaat, duidt het begrip dubbele moraal eerder op willekeur. Het wordt ook gebruikt als stelregel in het overwinnaarsrecht: een natie die een oorlog heeft gewonnen hanteert voor de overwonnenen een andere strafprocedure dan voor de collaborateurs onder de eigen onderdanen.